# Josef Veselý (1950)
Josef Veselý (* 10. února 1950, Brno) je rozhlasový autor, publicista, moderátor. Autor rozhlasového seriálu Toulky českou minulostí a dalších pořadů.
Narodil se v brněnské čtvrti Židenice. Vystudoval základní školu na Gajdošově, gymnázium Brno,Opuštěná a na Karlově univerzitě absolvoval jako magistr Fakultu sociálních věd. V roce 1973 začal pracovat jako redaktor Českého rozhlasu Brno v redakci pro děti a mládež, kde měl na starosti dramaturgii dětského pořadu Šipka mladých cestovatelů a Rádio na polštář, Prázdniny na Vltavě. Později spolupracoval i na cyklu Dveře dokořán pro stanici Vltava. V letech 1990 až 1993 připravil nové programové schéma brněnského regionálního studia a spoluvytvářel pořady Trefa, Jak na tom jsem, pane doktore a Hezky česky. Je autorem rozhlasového cyklu Toulky českou minulostí, který je vysílán na stanici Český rozhlas Dvojka (dříve Praha) od 2. dubna roku 1995 a řadí se k nejúspěšnějším pořadům Českého rozhlasu vůbec. V srpnu 2014 byl odvysílán 1000. díl, v říjnu 2018 byl odvysílán po 23 a půl roku poslední prémiový 1218. díl. Byl také autorem pořadu Kdo to byl, každý týden na nedělní dopoledne v Českém rozhlase Brno připravoval magazín Račte vstoupit k Josefu Veselému. V současné sobě připravuje Deníček, v němž se každodenně (ráno i odpoledne) zamýšlí nad současností, shlížející se v zrcadle historie. Od února 2019 má na starosti nedělní pořady Rendez-vous s Josefem Veselým a Tajuplný ostrov.
V roce 2005 vydal knihu Kterak aneb Půlkopa, tj. plná třicítka míst a příběhů z české, moravské a slezské minulosti, a to slavné i neslavné.